# Fernand Gysen
Fernand Gysen (né à Anvers le 2 avril 1879 et mort à Uccle le 8 novembre 1943) est un sculpteur et un médailleur belge.

## Biographie

### Famille et formation
Né à Anvers le 2 avril 1879, Fernand (Livinus Ferdinandus) Gysen est le fils de Ludovicus Franciscus Gysen, entrepreneur, et de Joanna Bernaerts.
Ferdinand Gysen se forme à l'Académie royale des beaux-arts de Bruxelles de 1902 à 1903, auprès de Charles Van der Stappen et de Victor Rousseau.
En 1903, il remporte le Prix de Rome belge en sculpture, grâce à son œuvre Caïn errant dans les champs après la mort d'Abel. Cette récompense assortie d'une bourse lui permet de voyager durant trois ans afin de parfaire sa formation. Ferdinand Gysen se rend en Italie, à Rome et à Florence. Dans les rapports qu'il est tenu d'envoyer à l'Académie, il y relativise l'idée de la supériorité l'art grec sur l'art romain, affirmant que ce dernier, quoique influencé par l'art hellène, garde sa propre individualité. Il admire tout spécialement la statue équestre de Marc Aurèle. Son quatrième rapport, rédigé en 1906, constitue en une Étude de la polychromie et la platine.

### Carrière

#### Les expositions
Fernand Gysen expose dans des expositions prestigieuses et dans des musées, entre autres à Bruxelles, Anvers et Munich. Il participe à l’Exposition universelle de Bruxelles de 1910, puis au quatrième Salon du cercle du Doe Stil Voort au Musée royal d'Art moderne à Bruxelles en été 1910. L'année suivante, ses œuvres sont présentées à l’exposition triennale du Salon d’Anvers de 1911, au Grand Salon de Printemps au Palais des Beaux-Arts la même année et, en 1913 à l’exposition internationale quadriennale de Munich.

#### Les années difficiles
Peu après la fin de la Première Guerre mondiale, Fernand Gysen réalise quinze monuments aux morts : sept en Flandre, trois dans les environs de Bruxelles et cinq en province de Liège,. Cette période correspond à des difficultés financières que rencontrent certains sculpteurs belges, dont Fernand Gysen, chargé d'un ménage de six personnes et ayant contracté des dettes importantes afin de survivre durant le conflit, est particulièrement concerné. En 1919, il adresse à l'administration des beaux-arts de Bruxelles un dossier de demande d'aide sociale afin de recevoir les subsides prévus par le budget aux artistes en situation matérielle difficile. Dans un premier temps l'administration refuse de lui acheter une statue symbolisant un hommage à l'armée belge, mais ensuite elle lui commande le buste de Henri Pirenne qu'elle acquiert pour 10 000 francs en 1924. Fernand Gysen adresse trois autres demandes d'aide pécuniaire en 1933, 1936, et 1941 et reçoit à chaque reprise une subvention de 2 000 francs.
En octobre 1934, il participe, à l'instar de nombreux artistes peintres et sculpteurs belges à l'Exposition d'art colonial de Naples. En 1935, il sculpte L’Étude, érigée sur la façade du Palais des expositions du Heysel.
De 1930 à 1943, il travaille rue Vanderkindere à Uccle, où il meurt le 8 novembre 1943, à l'âge de 64 ans,.

## Œuvres

### Œuvres publiques
Parmi ceux-ci figurent,, :

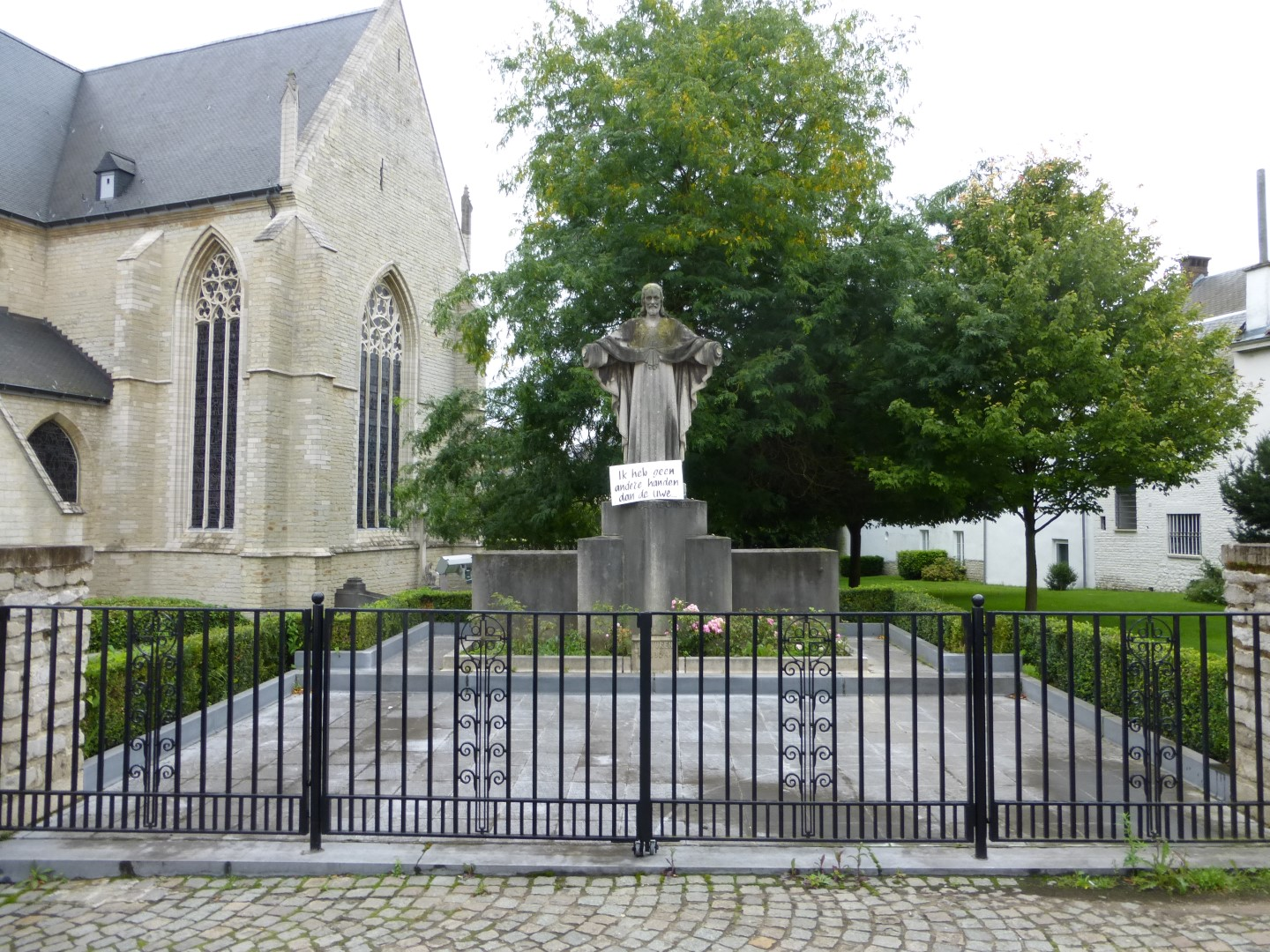
Statue du Sacré-Cœur de Tervuren (1932).

- Quinze monuments aux morts : Merchtem (1919-1920), Steenokkerzeel (1920), Mémorial aux carabiniers, caserne Prince Baudouin (1921), puis transféré à l'avenue Louis Bertrand à Schaerbeek, Visé (1924), Poperinge (1926), cimetière de Jette (1927), Anderlecht, Pepinster,… ;
- Buste de Henri Pirenne, 1924 ;
- Statue du Sacré-Cœur en pierre à Tervuren (1932) ;
- L’Étude, façade du Palais des expositions du Heysel à Laeken (1935).

### Expositions et concours
- Caïn errant dans les champs après la mort d'Abel, Prix de Rome belge de 1903 ;
- Médaille, société belgo-hollandaise des amis de la médaille, 1911 ;
- Sentiment paternel, plâtre, Salon de Bruxelles de 1914 ;
- Buste d'enfant, plâtre, Salon de Bruxelles, 1914 ;
- Rieuse, plâtre, Salon de Bruxelles, 1914 ;
- Enfant riant, Salon d'Anvers, 1923 ;
- Vers l'Île heureuse, collection de Uccle.

### Enchères
Entre 2008 et 2021, plusieurs œuvres de Fernand Gysen sont vendues aux enchères :
- Amour filial, bronze ;
- Jeune femme courant dans le vent, bronze avec patine dorée ;
- Pleureuse, plâtre ;
- Penseuse et enfant, terracotta ;
- Élégante au barzoï, bronze ;
- La Promenade, bronze à patine brune ;
- Buste de Henri Pirenne, bronze avec patine verte ;
- Éléphanteaux d'Asie, bronze avec patine marron, présenté à l'exposition d'art colonial de Naples de 1934, estimé entre 40 000 € et 50 000 €[9].